# Mnichovský potok (přítok Pramenského potoka)
Mnichovský potok je 11,3 km dlouhý potok ve Slavkovském lese v okrese Cheb v Karlovarském kraji. Plocha jeho povodí měří 22,2 km².

## Průběh toku
Celý tok Mnichovského potoka se nachází v Chráněné krajinné oblasti Slavkovský les. Pramení v nadmořské výšce 815 metrů na severovýchodním svahu vrchu Modrý kámen, východně od Národní přírodní rezervace Kladské rašeliny. Nejprve teče jihovýchodním směrem až k silnici z Pramenů do Mariánských Lázní, kde se otáčí k severovýchodu, později k východu. Od silnice č. 230 mezi Rájovem do Mnichovem pak již teče severním směrem. Přibližně 1,5 km severozápadně od Mnichova se vlévá do Pramenského potoka, jako jeho pravý a zároveň nejdelší přítok.

### Větší přítoky
- pravé – Mlýnský potok

## Vodní režim
Průměrný průtok u ústí činí 0,23 m³/s.

### Okolí potoka

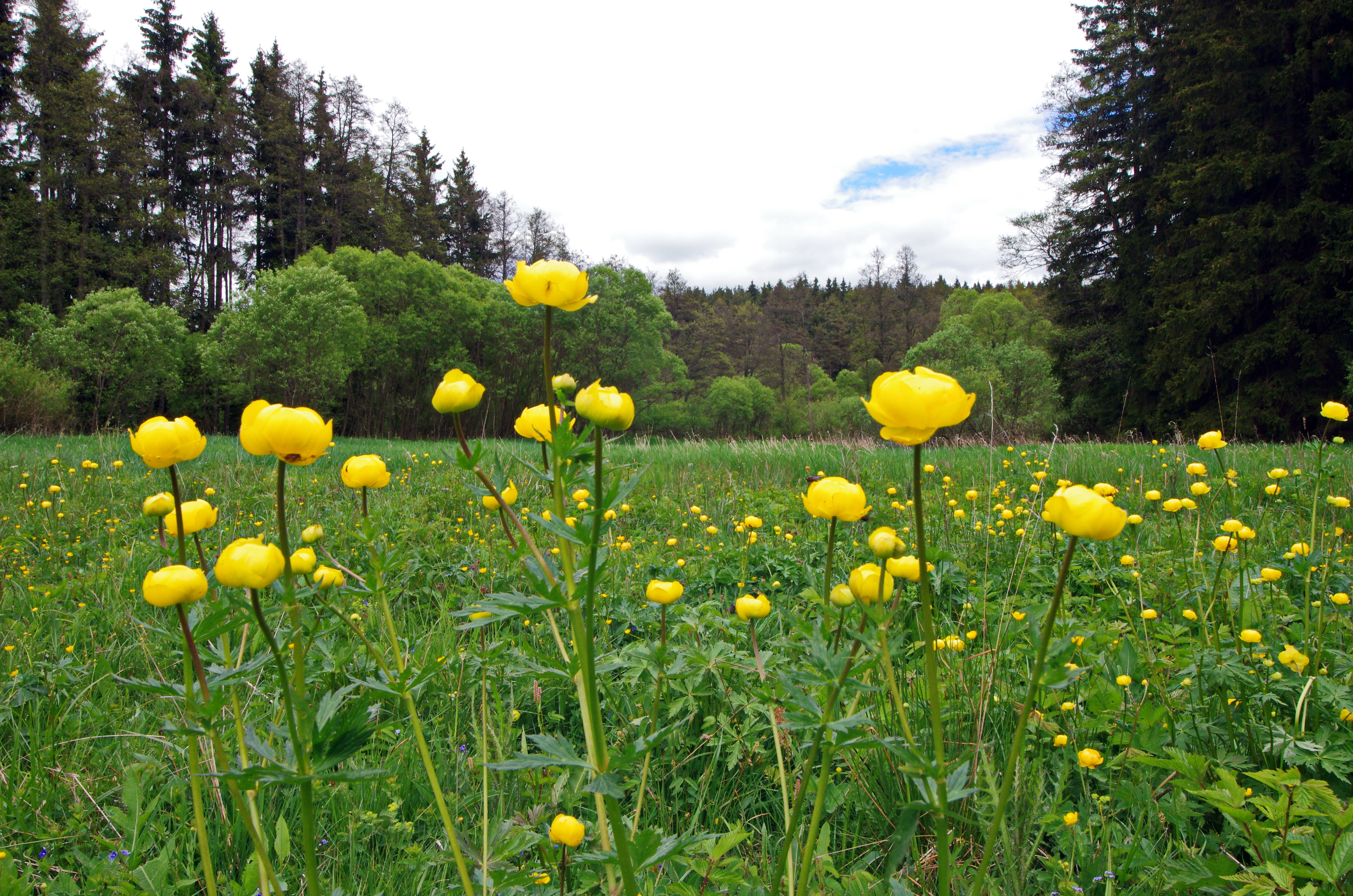
Upolín evropský u břehu potoka

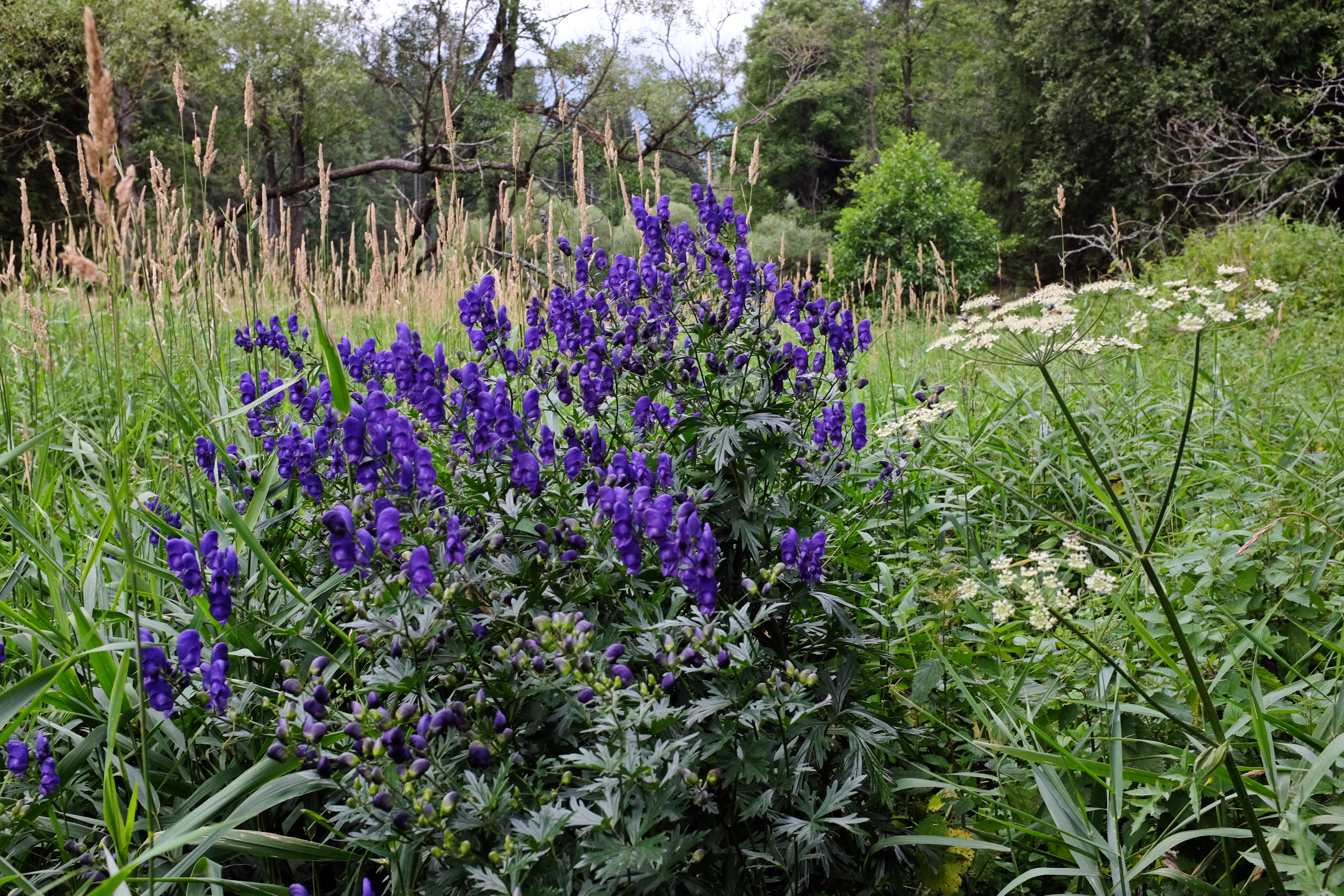
Oměj šalamounek u břehu potoka

V okolí Mnichovského potoka se nachází několik maloplošných chráněných území. Na horním toku obtéká potok Přírodní rezervaci Smraďoch s výrony oxidu uhličitého a sulfanu (sirovodíku). Na dolním toku se nad levým břehem zvedá svah s Přírodní rezervací Planý vrch, která je součástí hadcového komplexu Mnichovské hadce s hadcovými skalkami a opuštěnými lomy na hadec.
O těžbě hadce a jeho zpracování v okolí potoka informuje informační tabule „Mnichovské mlýny“ na naučné stezce Siardův pramen. Naučná stezka prochází v délce přibližně 1 km podél pravého břehu Mnichovského potoka. V těsné blízkosti potoka se na této stezce nachází slabě mineralizovaný Siardův pramen a legendami opředená ruina kaple sv. Siarda.
Nedaleko soutoku s Pramenským potokem je v podmáčeném terénu několik jímacích vrtů, odkud se minerální vody od počátku 21. století přivádí potrubím do plnírny v nedalekém Mnichově. Zde se tato minerálka míchá s vodami z dalších vrtů obdobného složení, zejména s Grünskou kyselkou. Výsledná minerální voda s velmi vysokým obsahem hořčíku se expeduje pod obchodním názvem Magnesia.
Ještě než potok dorazí k těmto vrtům, rozkvétají počátkem června po jeho pravém břehu v silně zamokřené nivě bohaté porosty upolínu evropského (Trollius europaeus).
U soutoku s Pramenským potokem se nachází jižní okraj Národní přírodní rezervace Pluhův bor s typickou vegetací hadcových rostlin, zejména bohatým výskytem endemické rostliny rožce kuřičkolistého (Cerastium alsinifolium).
Na Mnichovském potoce bylo v minulosti vybudováno několik mlýnů. Nedaleko silnice z Mariánských Lázní do Mnichova stávaly Schöpplův mlýn, Porklův mlýn a mlýn, kterému se říká Mnichovský.
Západně od Mnichova se nacházel Steegův mlýn, který však brzy zanikl. Zachoval se však menší vyrovnávací rybník, který byl v meziválečné době využíván ke koupání a nazýván Steegovo koupalištěm. Po roce 1937 zde vznikly místní mnichovské lázně. Ty ovšem brzy zanikly. O mlýnech není mnoho informací, přesto nějaké informace existují, například první zmínka o Schöpplovo mlýnu z roku 1557, kdy nechala obec Mnichov mlýn vystavět. Specifický účel měl Serpentinový mlýn, který stával nedaleko ruiny kaple sv. Siarda. Nebyl to mlýn v klasickém slova smyslu a byl zcela jedinečný. Jednalo se o velké kamenné stavení s vodním kolem a zařízením na broušení, leštění a vrtání hadce z lomů na Planém vrchu. Voda z Mnichovského potoka byla přiváděna na vodní kolo, které pohánělo veškerá zařízení. V kamenné budově s cihlovým patrem se nacházely čtyři velké brousící stroje, šest soustruhů, pila na kámen, velký vrták, holandský mlýnek a kovárna. Z opracovaného a vyleštěného hadce se vyráběly obruby lázeňských pramenů v Mariánských Lázních a Pramenech. Dne 9. září 1838 přijel čerstvě korunovaný rakouský císař Ferdinand V. společně s manželkou do Mariánských Lázní. Po zhlédnutí několika vzorků výrobků z hadce vyjádřil přání vidět jejich výrobu a následně navštívil zdejší brusírnu. Dělníci po této návštěvě vybrousili pro císařský pár korunu, žezlo, dvě květinové vázy, soudek a umývadlo. Ty pak poslali do Vídně jako dar. Výrobky z hadce, koruna a žezlo jsou umístěny ve dvorním muzeu ve Vídni. Z mlýna se zachovaly jen pozůstatky jeho základů.

## Fotogalerie

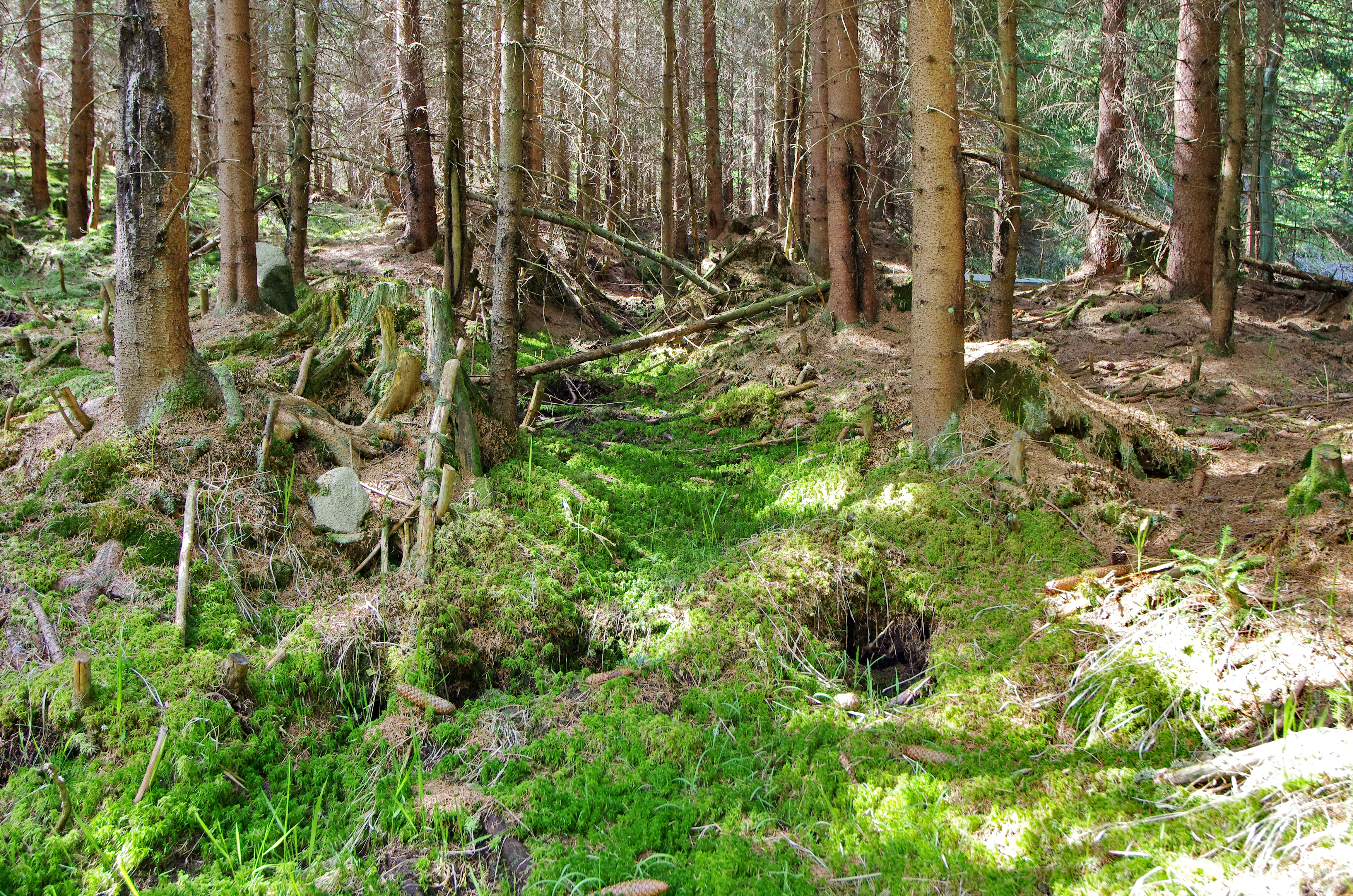
Prameniště ve svahu Králova kamene
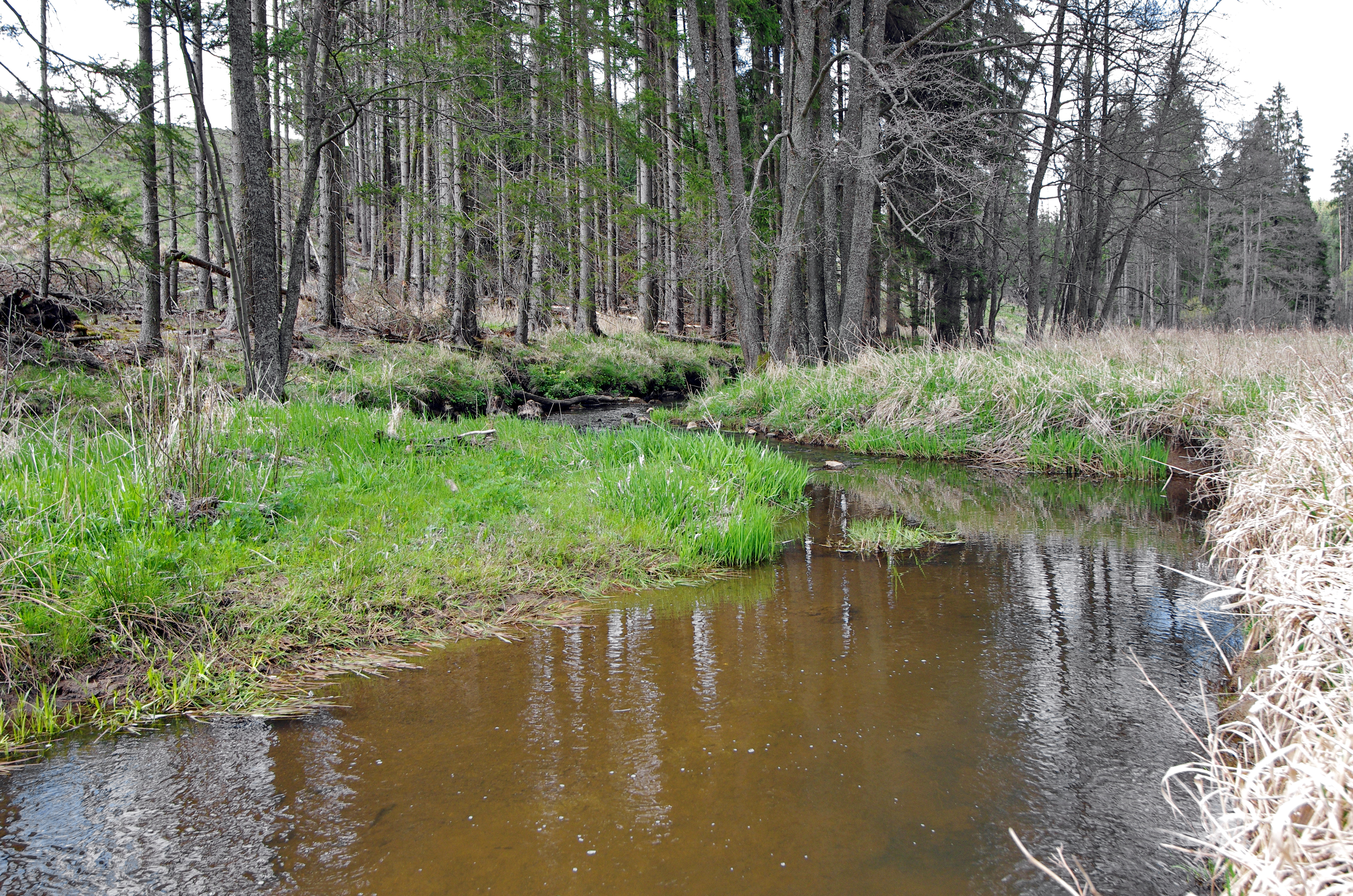
Meandrující potok
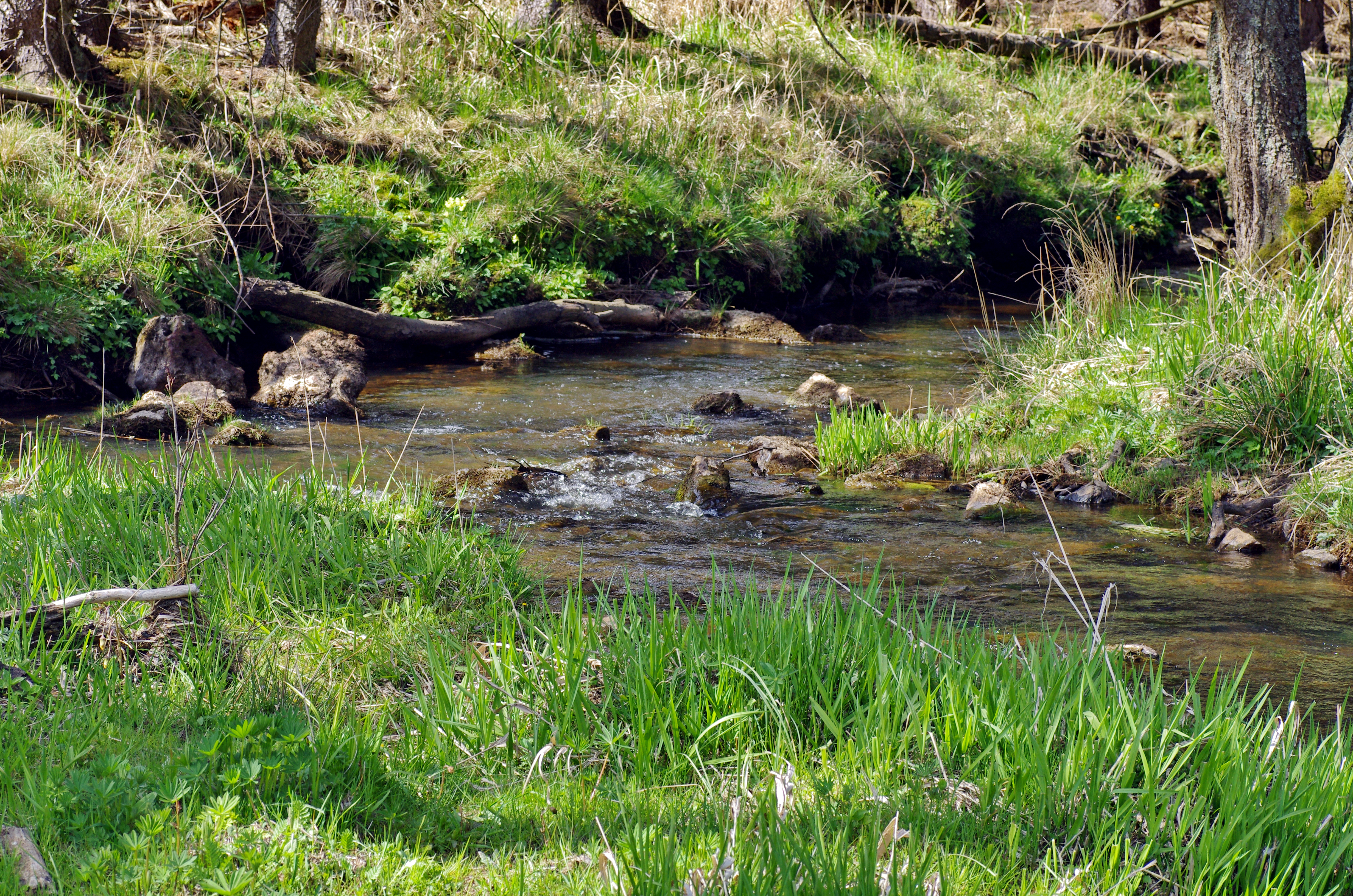
Kamenitý úsek
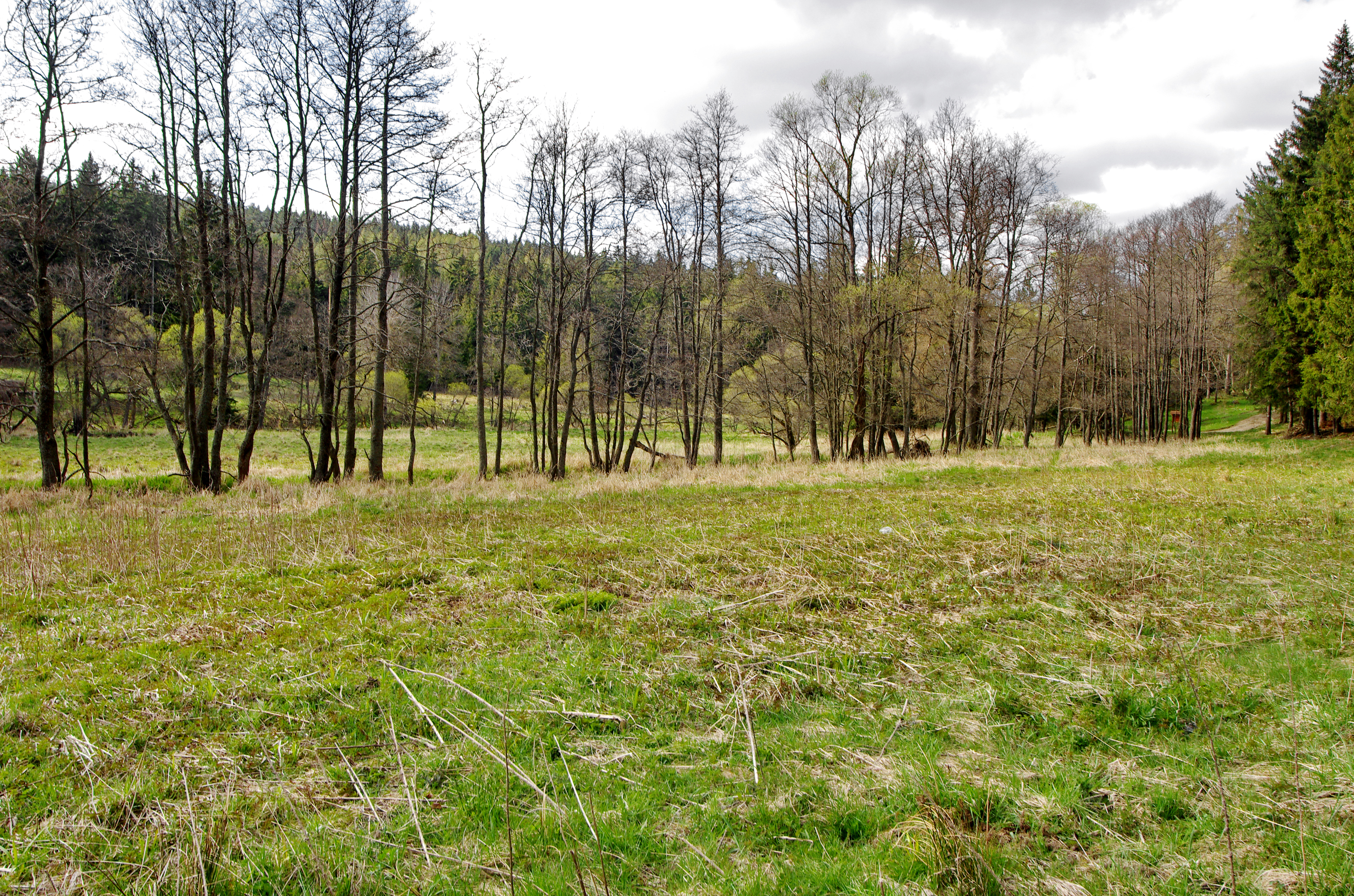
Niva s olšemi a vrbami
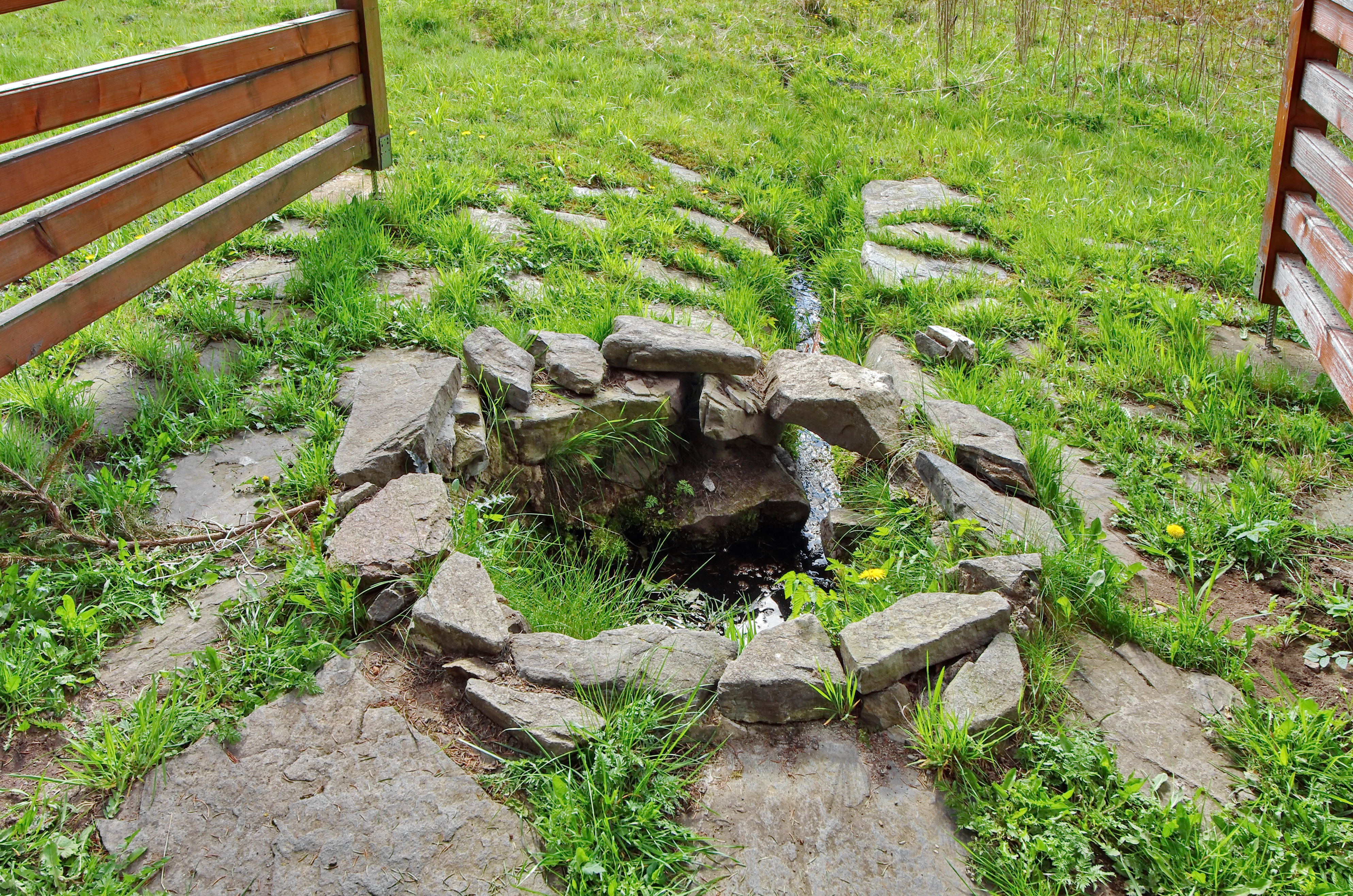
Siardův pramen v nivě potoka
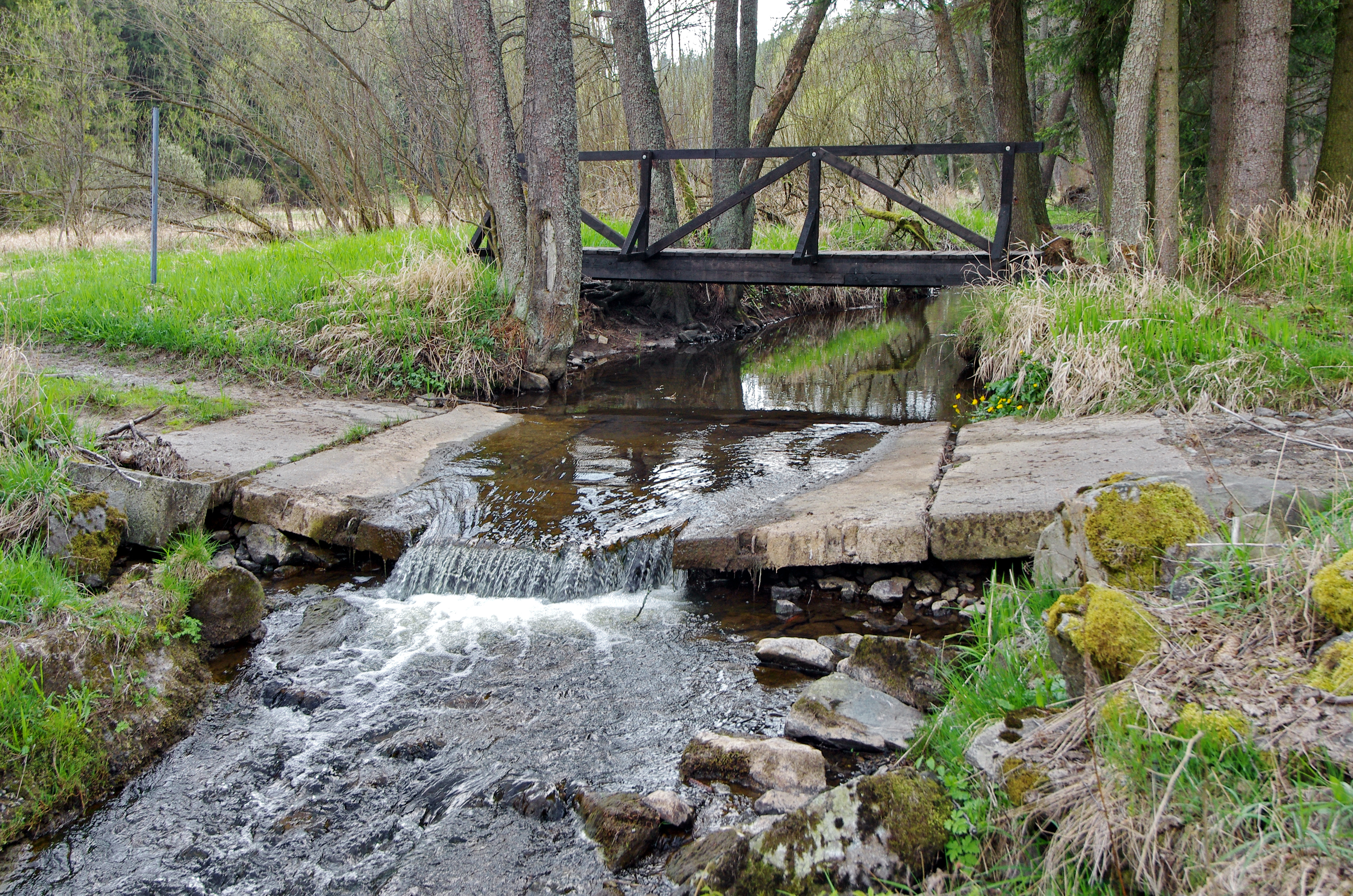
Lávka přes potok
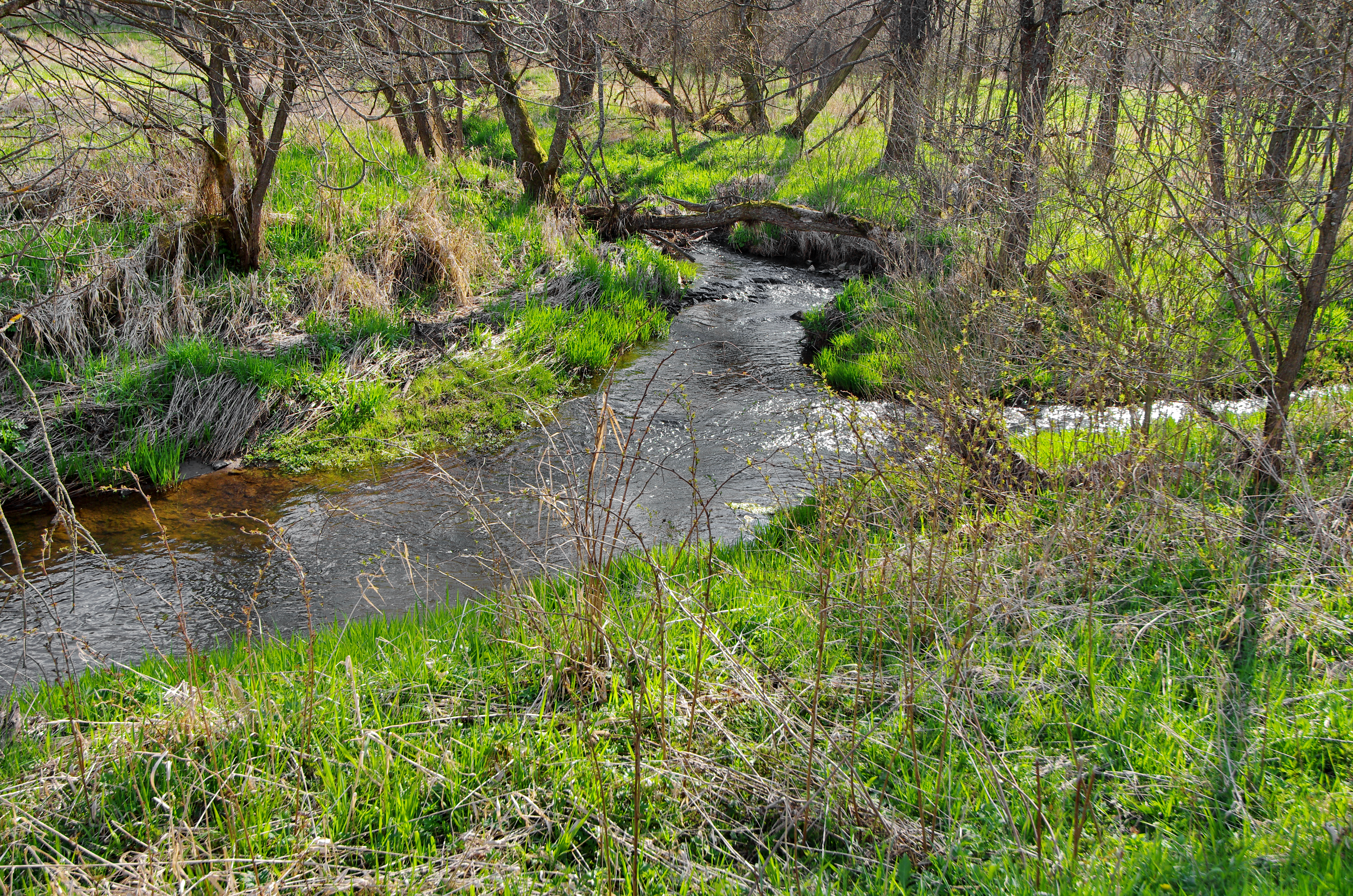
Soutok s Pramenským potokem